# Charlotte Aglaé de Orléans
Charlotte Aglaé d'Orléans (20 octombrie 1700 - 19 ianuarie 1761) a fost Ducesă de Modena prin căsătorie. A fost fiica Philippe d'Orléans (care a fost succesiv Duce de Chartres, Duce de Orléans și Regent al Franței din 1715 până în 1723) și a soției lui, Françoise-Marie de Bourbon. S-a născut prințesă de sânge.

## Tinerețe

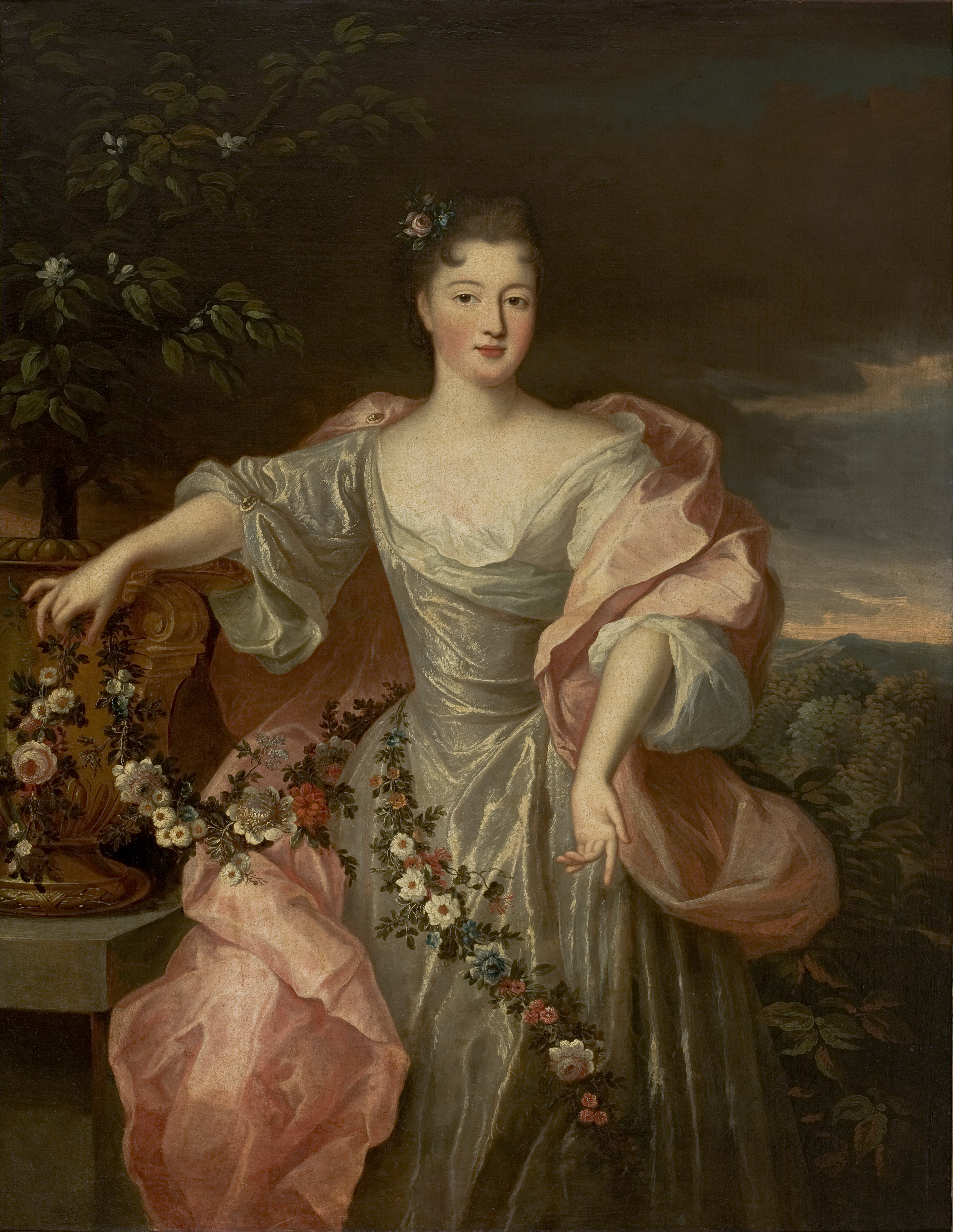
Portret al lui Charlotte Aglaé d'Orléans ca. 1720.

Charlotte Aglaé d'Orléans s-a născut la Palais-Royal, reședința din Paris a părinților ei. Ca mic copil era cunoscută la Curte drept Mademoiselle de Valois. Al doliea nume al ei provenea de la cea mai mică dintre cele trei Grații grecești: Aglaea.
De la o vârstă fragedă, ea și sora ei  Louise Adélaïde au fost plasate la mănăstirea Chelles, unde mai târziu sora sa va deveni stareță. În 1714 Charlotte Aglaé va fi trimisă de părinți la mănăstirea Val-de-Grâce. Apoi, familia a început să fie preocupată de măritișul ei. Sora ei mai mare, ducesa de Berry a sugerat o căsătorie cu tânărul Louis Armand de Bourbon,Prinț Conti, fiul lui François Louis, Prinț Conti și a soției lui Marie Thérèse de Bourbon, dar Ludovic al XIV-lea nu și-ar fi dat consimțământul pentru o astfel de căsătorie.
În 1715, Charlotte Aglaé s-a mutat la Palais-Royal împreună cu familia. Anul următor, mama sa i-a sugerat o căsătorie cu vărul ei primar, Louis Auguste de Bourbon, prinț de Dombes, fiul unchiului ei, Louis Auguste de Bourbon, duce du Maine, însă Charlotte Aglaé a refuzat. La scurtă vreme, Charlotte Aglaé a plecat la Castelul Saint-Cloud împreună cu bunica paternă, Elizabeth Charlotte, Prințesă Palatină.
Vărul ei, Louis Henri, Duce de Bourbon, a cerut-o de soție pentru fratele său vitreg, Charles de Bourbon, conte de Charolais. De data aceasta, Charlotte Aglaé s-a gândit serios la cerere însă părinții ei au refuzat.
În 1718, Charlotte Aglaé a început o relație romantică cu Louis François Armand du Plessis, duce de Richelieu. În 1719, ducele a fost arestat și închis la Hem în legătură cu participarea lui la Conspirația Cellamare. Charlotte Aglaé l-a vizitat pe duce de câteva ori la închisoare. Dorind să se căsătorească cu el, și-a rugat tatăl să-l ierte. 
Verișoara ei mai mare, Louise Anne de Bourbon, era o altă cucerire a lui Richelieu. Verișoarele, care n-au fost niciodată foarte apropiate, au devenit dușmance înverșunate din cauza implicării simultane în relații romantice cu ducele. Dușmănia a continuat mult timp după ce s-au sfârșit relațiile cu Richelieu. Tânăra Louise-Anne era considerată cea mai frumoasă fiică a lui Louis al III-lea, Prinț de Condé.

## Căsătorie
Regentul a acceptat, împotriva dorinței fiicei lui, cererea în căsătorie propusă de Rinaldo d'Este, Duce de Modena pentru fiul și moștenitorul său, Prințul Francesco d'Este. Ca o pre-condiție pentru eliberarea iubitului ei Richelieu, Charlotte Aglaé s-a decis să se căsătorească cu moștenitorul Modenei.
Potrivit memoriilor bunicii ei, viitorul soț s-a îndrăgostit de tânăra Charlotte Aglaé "la simpla vedere a unui portret".
Puțini se așteptau ca această căsătorie să reușească, deoarece Charlotte Aglaé nu avea nici cea mai mică dorință să părăsească Franța. Verișoara ei îndepărtată, Marguerite Louise d'Orléans, care s-a căsătorit împotriva dorinței ei cu Cosimo al III-lea de Medici, Mare Duce al Toscanei în 1661 a suferit într-o căsnicie dezastruoasă. În cele din urmă, Marguerite a fost nevoită să se întoarcă în Franța în dizgrație. Oamenii credeau că aceeași soartă o așteptă și pe Charlotte Aglaé. 
Data inițială pentru căsătorie a fost 25 ianuarie 1720, dar această dată a fost amânată o lună. În ciuda acestui fapt, certificatul de căsătorie a fost semnat la 31 ianuarie.
La 11 februarie 1720, o căsătorie prin procură a fost efectuată la Palatul Tuileries. Fratele ei, Ducele de Chartres, l-a reprezentat pe viitorul său cumnat în timp ce sora sa mai mică, Louise Élisabeth, i-a ținut trena. A urmat un banchet la Palais Royal unde tânărul rege Ludovic al XV-lea a participat și a prezentat darurile lui pentru noua Prințesă de Modena.

### Modena

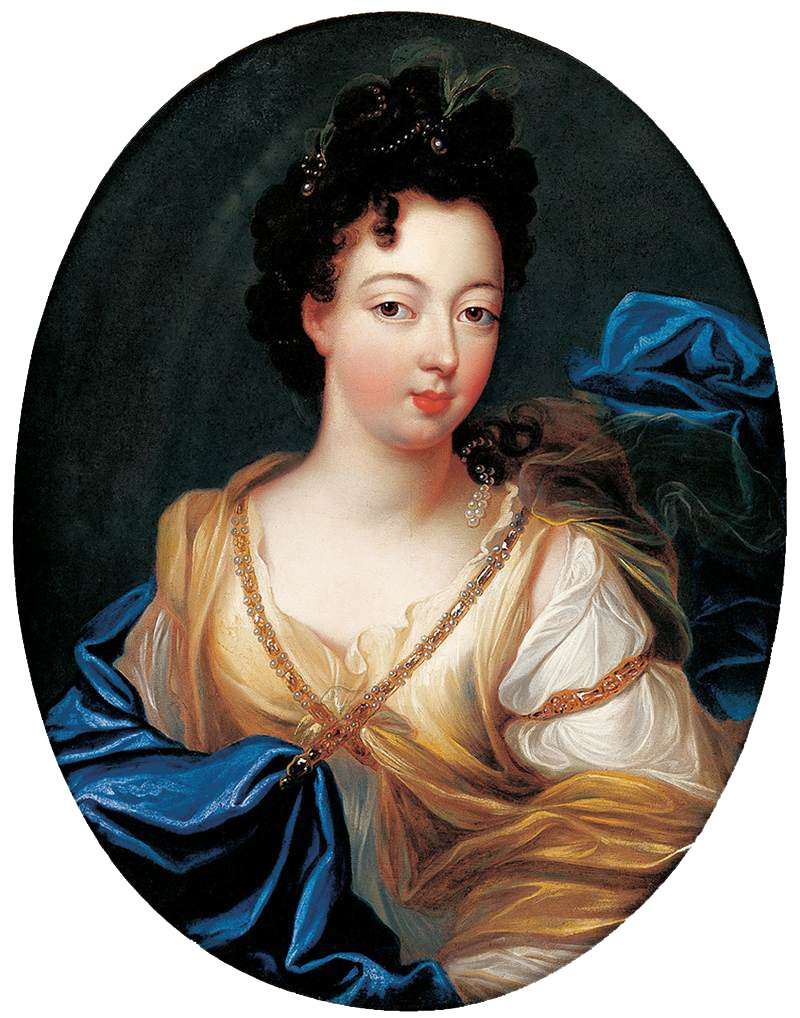

Charlotte Aglaé a ajuns la Reggio la 20 iunie, unde și-a întâlnit socrul și cumantul pentru prima dată. Nunta a avut loc la 21 iunie 1720 la Modena. Charlotte Aglaé a primit o enormă zestre de 1,8 milioane de livre din care jumătate a fost contribuția în numele tânărului rege Ludovic al XV-lea. Din țara sa adoptivă, Charlotte Aglaé a primit un trusou format din diamante și portrete cu viitorul ei soț. Cum mama soțului ei murise în 1710, Prințesa Moștenitoare deținea rangul cel mai înalt printre femeile de la curte.
Curtea din Modena fiind plictisitoare, pentru a se distra, Charlotte Aglaé a început să țineau mici adunări private în apartamentele ei, la care au participat și cele trei surori ale soțului ei, inclusiv Enrichetta d'Este, viitoarea ducesa de Parma.
În septembrie 1720, Charlotte Aglaé s-a îmbolnăvit de variolă și, potrivit bunicii ei, i s-au acordat ultimele taine. Ea și-a chemat duhovnicul ei francez, Colibeaux, și i-a dat o cutie cu documente rugându-l să le ardă în secret. Probabil printre aceste documente au fost și scrisori de dragoste pe care le-a primit de la Ducele de Richelieu. În timpul acestei boli, soțului ei i s-a interzis s-o vadă; a stat la vila sa de la Sassuolo până când ea și-a revenit. Curând, mariajul a fost criticat pentru că nu a produs nici un copil, iar vina a căzut pe prințesa care se recupera.

Acestă critică a determinat cuplul să fugă la Verona spre supărarea socrului ei. Ca represalii, acesta a tăiat serviciul poștal cu prințul și prințesa în speranța că îi va determina să se întoarcă. Charlotte și-a întrebat tatăl dacă se poate întoarce în Franța să trăiască la Versailles cu familia. Această solicitare servea doar pentru a complica planurile de căsătorie deja în curs de desfășurare pentru surorile ei mai mici: Louise Élisabeth și Philippine Élisabeth. În decembrie 1723, în timp ce ea era în Italia, tatăl ei a murit. Fratele ei mai mic, Louis, a devenit Duce de Orléans. În urma decesului tatălui ei, Charlottei Aglaé și soțul ei li s-a cerut să rămână la vila prințului din Reggio, într-un fel de exil privat, departe de curtea de la Modena.
În 1727, fostul ei iubit, Ducele de Richelieu, a vizitat-o și se pare că ei doi au avut o relație romantică. Când s-a aflat, soțul ei i-a permis să se întoarcă în Franța în dizgrație. Ea s-a întors la Modena, mai târziu, în același an, unde l-a născut pe cel de-al patrulea copil al ei, însă singurul fiu în viață în acel moment, viitorul duce de Modena, Ercole al III-lea d'Este. În 1733 a vizitat din nou Franța unde a simțit că nu e binevenită; mama ei a primit-o rece, cel mai apropiat prieten de familie fiind fratele ei vitreg nelegitim, cavaler d'Orléans.
În 1743, din cauza războiului austriac de succesiune, Charlotte Aglaé a fost nevoită să ceară permisiunea să se întoarcă la Paris, împreună cu fiica ei mai mare, Maria Teresa. Această solicitare a fost inițial ignorată însă vechiul ei iubit, ducele de Richelieu și-a folosit influența asupra amantei curente a regelui Ludovic al XV-lea, ducesa de Chateauroux, pentru a obține aprobarea necesară. Când a ajuns la Paris, ea a fost întâmpinată cu toate onorurile datorate rangului ei.
Ea era acum o femeie robustă, cu fața roșie, semănând cu tatăl ei. A locuit pe Rue de Grenelle în Faubourg Saint-Germain și a devenit prietenă cu ducesa de Châteauroux.
La moartea ducesa de Chateauroux, influența ei s-a diminuat pentru un timp. Totuși, în 1744, ea a putut să asigure pentru fiica ei, Prințesa Maria Teresa de Modena, o căsătorie cu ducele de Penthièvre, cel mai bogat nobil din Franța. Louis Jean Marie de Bourbon era vărul primar al Charlottei Aglaé și moștenitor al vastei averi a Casei de Bourbon-Penthièvre. Cuplul s-a căsătorit în 1744, a avut un mariaj fericit și doi copii care au atins vârsta adultă. Fiul cel mare, Prințul de Lamballe, s-a căsătorit în 1767 cu Marie Louise de Savoia, viitoarea prietenă a reginei Maria Antoaneta a Franței. Cel de-al doilea copil, Louise Marie Adélaïde de Bourbon, s-a căsătorit cu Ducele de Chartres (cunoscut drept Philippe Égalité în timpul Revoluției franceze din 1789) și a devenit mama regelui Louis-Philippe I al Franței. După decesul Mariei Teresa în 1754, Monsieur de Penthièvre a călătorit în Italia unde i s-a propus ca mireasă o altă fiică a Charlottei Aglaé, însă prințul a refuzat și nu s-a recăsătorit niciodată.
Această căsătorie avantajoasă a fiicei ei a permis Charlotte să aibă ceva de spus în politica franceză pentru o perioadă scurtă. Lucrurile au început să se schimbe când Madame de Pompadour a fost prezentată la curte în 1745. După semnarea Tratatului de la Aix-la-Chapelle în 1748, Charlotte Aglaé nu s-a mai întors la Modena o perioadă lungă de timp. A asigurat o căsătorie franceză pentru a patra ei fiică, Maria Fortunata. Ca și sora ei mai mare, Maria Fortunata s-a căsătorit cu unul dintre verii mamei ei, Louis François Joseph, Prinț de Conti. El a fost ultimul prinț de Conti. Mariajul s-a dovedit a fi unul profund nefericit, mirele refuzând să locuiască cu soția sa.
În cele din urmă, în 1759, Charlotte Aglaé în vârstă de 59 de ani, a revenit la Modena. Aici, ea a descoperit că soțul ei trăiește cu Marchesa Simonetti, o văduvă de 60 de ani. Ea a decis să lase în pace vechiul cuplu și a început să călătorească pe scară largă în Europa. A murit la Paris, la Petit Luxemburg, unde două dintre surorile ei, fosta ducesă de Berry și fosta regină a Spaniei, au murit anterior. 
După moartea ei, soțul ei s-a recăsătorit de două ori morganatic: cu Teresa Castelberco și cu Renata Teresa d'Harrach.